# Catocala sylvia
Catocala sylvia là một loài bướm đêm trong họ Erebidae.